# Барселонський дім

Герб правителів Арагону та Барселони.

Барсело́нський ді́м (ісп. Casa de Barcelona, кат. Casal de Barcelona) — середньовічна вестготська династія, що правила Барселонським графством (з 878) та Арагонським королівством (з 1137). Походила від нащадків каркассонського графа Белло, родича Вільфреда Волохатого. Від 878 року голови дому носили титул графів Барселонських, а від 1162 року — титул королів Арагону. На ХІІІ століття члени династії успадкували більшість каталанських графств й створити територіальне Каталонське князівство, поєднане шлюбним зв'язком із Арагонським королівством. Цей зв'язок тривав до 1410 року, до смерті арагонського короля Мартина I, останнього законного представника чоловічої статі в головній гілці династії. Бічні роди династії правили графствами Урхеля (з 992) й Гандії, Осоною (878—1111), Провансом (1112—1245), Сицилією (1282—1409). Згідно з компромісом у Каспе 1412 року, арагонська корона перейшла до гілки Трастамарського дому, нащадкам арагонської інфанти Елеонори з Барселонського дому. Також — Барселонська династія, Арагонський дім, Арагонська династія, Каталонський дім (ісп. Casa de Cataluña).

## Родинні зв'язки
- Португальський Бургундський дім
  1. Саншу I (1154—1212), король Португалії (1185—1212) ∞ Дульса (1160—1198), донька барселонського графа Рамона-Беренгера IV
  2. Дініш (1261—1325), король Португалії (1279—1325) ∞ Ізабела (1271—1336), донька арагонського короля Педро III

- Авіська династія
  1. Педру (1392—1449), герцог Коїмбрський (1415—1449), регент (1439—1449) ∞ Ізабела (1409—1459), донька урхельського графа Хайме ІІ

## Титули і герби

Граф Барселонський 878—1410
Король Арагону (1162—1410), Валенсії (1238—1410)
Король Майорки 1276—1410
Король Сицилії (1282—1410), Сардинії та Корсики (1297—1410)
Герцог Атенський 1312—1388
Граф Урхельський 1314—1413
Герцог Неопатрійський 1319—1390